# 白石龍站
白石龙站是深圳地铁一个营运中的铁路车站，於2011年6月16日啟用，位于中國广东省深圳市龙华区住宅区白石龙村附近。

## 車站結構及设计

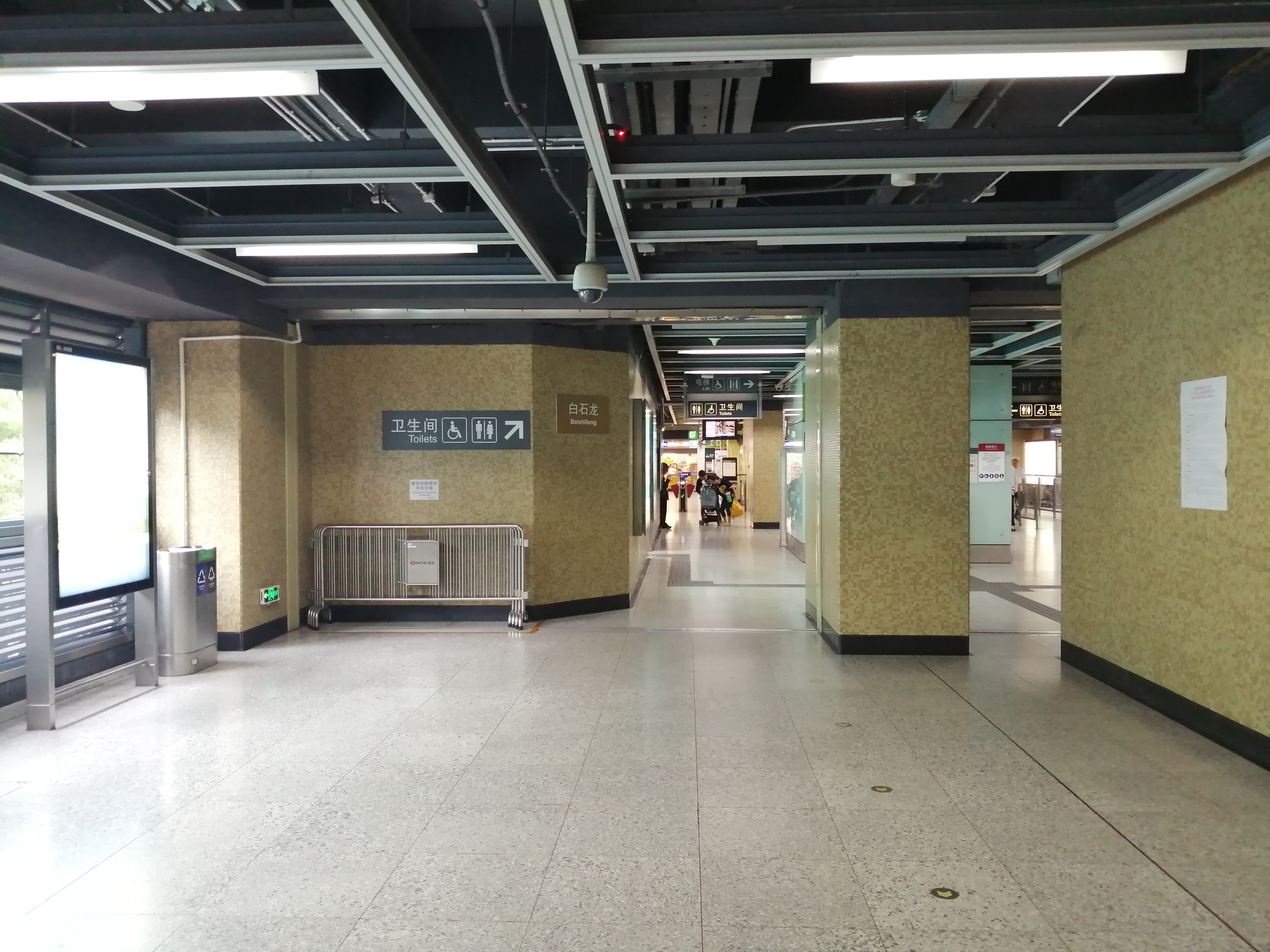
站厅

白石龙站为路中高架三层岛式车站，位于龙华区白石龙民塘路路面上方，临近民塘路、白石龙路交汇处。车站地面二层为站厅，收费区位于站厅东北面，D出入口设有中国银行自动柜员机，商铺集中于站厅两端。站台则位于站厅上方。车站色系为黄啡色。
| 地上三层          | 月台 | \| \| 1 \| 4號線往牛湖（深圳北站） \| \| \| \| 島式 · 開左邊车门 \| \| \| \| \| \| \| \| 4號線往福田口岸（民乐） \| 2 \| \| |   |  |
| 地上二层          | 站厅 | 客务中心、商铺、售票机、自动柜员机                                                                                          |   |  |
| 地面              | -    | 出入口 |   |  |
|                   | 1    | 4號線往牛湖（深圳北站） |   |  |
| 島式 · 開左邊车门 |      | |   |  |
|                   |      | 4號線往福田口岸（民乐） | 2 |  |

## 出口
白石龍站共設有四個出口，均位于民塘路两侧。
| 出口編號 | 建議前往的目的地                                                |
| -------- | --------------------------------------------------------------- |
| 出口 · A | 石龍路（東北）、匯龍苑、白石龍村、維也納酒店、維也納3好連鎖酒店 |
| 出口 · B | 石龍路（西南）、中航陽光新苑                                    |
| 出口 · C | 十一號支路（西南）、萬科金域華府                                |
| 出口 · D | 十一號支路（東北）、鑫海公寓、惠鑫公寓、民樂澳門新村            |

## 未来发展
根据《深圳市城市轨道交通第五期建设规划（2023-2028年）环境影响评价第二次公示》，在远期，本站将成为4号线和27号线的换乘站。但由于27号线为远期线路，因此27号线车站位置和站台形式均未知。